# Sukheta
Sukheta és un riu d'Uttar Pradesh, Índia, a la regió de l'Oudh. Des del seu naixement i durant uns 30 km corre en direcció sud-est i després sud-oest cap al districte d'Hardoi, i desaigua al riu Garra a 27° 18′ N, 80° 02′ E / 27.300°N,80.033°E. El seu curs total era d'aproximadament 135 km.